# Szilágyi Marcsa
Szilágyi Marcsa, Szilágyi Mária (Kunmadaras, 1902. július 3. – Budapest, 1983. augusztus 6.) színésznő, sanzonénekesnő.

## Életútja
Szilágyi János cipészmester és Réz Eszter leányaként született. Tanulmányait részben szülővárosában, részben Budapesten végezte, majd az Országos Színészegyesület színiiskolájának növendéke lett. Ennek elvégzése után a Városi Színházhoz szerződött, ahonnan Orosházára került. 1924 és 1927 között a debreceni Csokonai Színházban játszott. Ezután Budapesten az Andrássy úti Színház (1927–1928), a Belvárosi Színház (1928–1930, 1934), a Fővárosi Művész Színház (1929–1930), a New York Kabaré (1930), a Fővárosi Operettszínház (1931–1932), a Vígszínház (1930–1931), a Magyar Színház (1929), a Király Színház (1932–1934) és a Városi Színház (1935) voltak állomásai. A Komédiában is gyakorta fellépett 1935 és 1939 között, majd 1945-ben az Arizona Irodalmi Varietében, 1946-ban a Medgyaszay Színházban, 1959-ben pedig az Állami Faluszínházban szerepelt. Szerepkörét szubrett és komikai alakok, valamint jellemfigurák tették ki. Jelentősebb kabarészerepei: Kellér Dezső: Szilágyi Marcsa mint Borcsa Lukrécia, Halász Rudolf: A szerelem tisztelete.

## Fontosabb szerepei
- Heltai Jenő: Naftalin – Etus
- Lajtai Lajos: Az okos mama – Zizi
- Zsolt Béla: Erzsébetváros – Esztike
- Schubert–Berté: Három a kislány – Tschöllné